# Schlacht von Schaulen (1236)
Die Schlacht von Schaulen wurde am 22. September 1236 zwischen Verbänden des livländischen Schwertbrüderordens und den einheimischen nichtchristlichen Schemaiten und Livländern (Großfürstentum Litauen) im Baltikum geschlagen. Die Schwertbrüder erlitten eine vernichtende Niederlage, die dazu führte, dass sie 1237 als Livländischer Orden im Deutschen Orden aufgingen.
Die Ritter des Schwertbrüderordens, angeführt von ihrem Ordensmeister Volkwin von Naumburg, befanden sich in den dreißiger Jahren des 13. Jahrhunderts in einer verzweifelten Lage; ihre finanzielle Situation war angespannt und daher nahm ihre Schlagkraft zunehmend ab.

## Verlauf
1236 verfolgte Volkwin mit der Unterstützung des Fürsten von Pleskau einige Schemaiten nach Süden in deren Siedlungsgebiet in Niederlitauen. Begleitet von einem größeren Kontingent holsteinischer Kreuzfahrer aus dem Königreich Dänemark, überfielen die Ritter einige Dörfer. Auf dem Rückzug nach Norden trafen sie jedoch an einer Furt auf eine Einheit von baltischen Schemaiten und Litauern, die ihnen Widerstand entgegensetzte. Die Holsteiner fürchteten, im sumpfigen Gelände ihre Pferde zu verlieren, und lehnten es ab, zu Fuß zu kämpfen. Deshalb mussten die Ritter ein Nachtlager errichten.
Am folgenden Morgen attackierte ein Verband, der aus Schemaiten unter der Führung Fürst Vykintas und Litauern unter der Führung Fürst Mindaugas bestand, die Schwertbrüder von Westen. Deren leichtbewaffnete einheimische Verbündete ließen sie im Stich und flohen vom Schlachtfeld, während die schwer gepanzerten Ritter und Kreuzfahrer auf dem sumpfigen Terrain unterlegen waren und fast vollständig vernichtet wurden. Auch Volkwin und 48 Schwertbrüder kamen ums Leben. Diejenigen, denen die Flucht gelang, wurden auf dem Weg nach Riga von den Semgallen getötet.

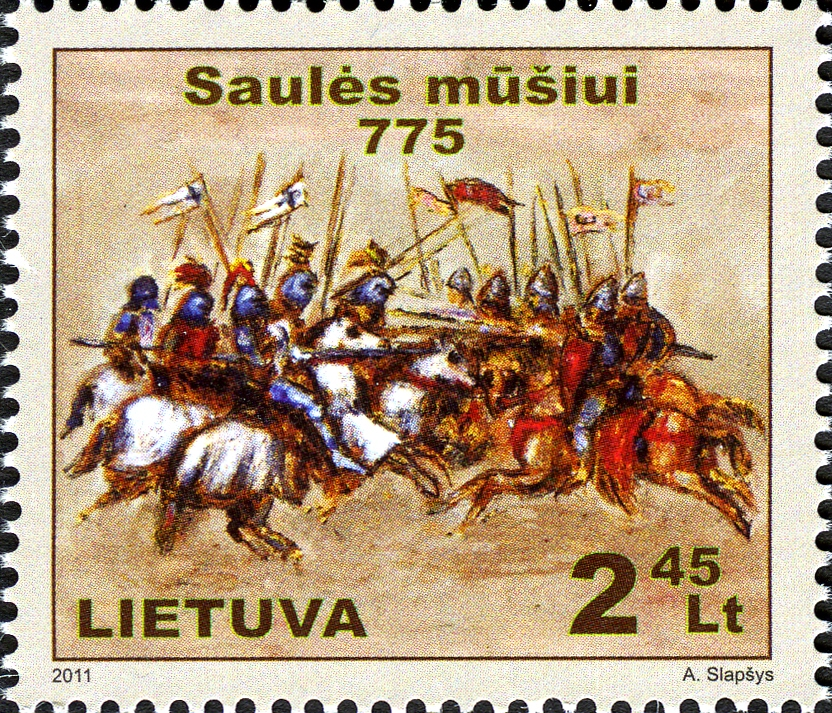
Briefmarke Litauen 2011
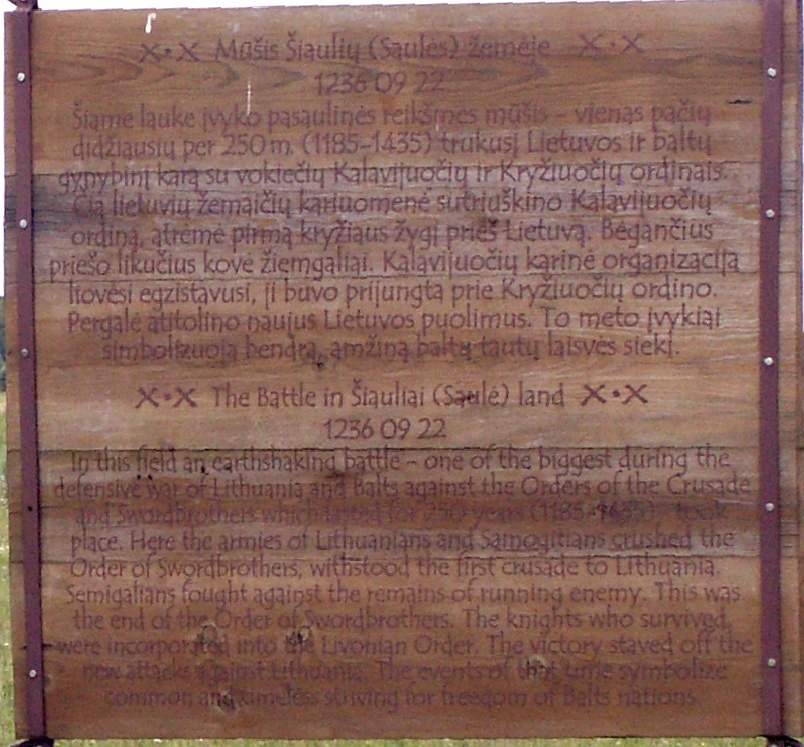
Gedenktafel

## Ort des Geschehens
Die Livländische Chronik des Hermann von Wartberge bezeichnete den Ort der Schlacht mit in terram Sauleorum, also „im Land der Schauler“. Die heutige litauische Stadt Šiauliai (Schaulen) und die heutige lettische Kleinstadt Vecsaule (bei Bauska), etwa 85 km voneinander entfernt, markieren ein begrenztes Gebiet, in dem die Schlacht stattgefunden haben dürfte. Der vermutliche heutige Ort wird Jauniūnai in der Rajongemeinde Joniškis erwähnt.

## Dies und das
- Saule/saulė steht sowohl im Lettischen wie im Litauischen für die Sonne.
- Die Schlacht wird deshalb manchmal auch als Sonnenschlacht bezeichnet.
- Die lettische Folk-Metal-Band Skyforger hat mit Kauja pie Saules der Schlacht ein ganzes Album gewidmet.